# Chaetodactylidae
Chaetodactylidae (лат.) — семейство клещей (Hemisarcoptoidea) из отряда Astigmata. Более 100 вида. Ассоциированы с одиночными пчёлами (паразиты и мутуалисты).

## Распространение
Встречаются всесветно, кроме Антарктики.

## Описание
Облигатно ассоциированы с одиночными пчёлами, обладают комплексом морфологических и биологических адаптаций к их хозяевам. Живут в гнёздах пчёл в качестве мутуалистов (питаются гнездовым материалом), паразитоидов (убивают яйца или личинок), комменсалов или клептопаразитов (питаются запасами пыльцы).
Расселяются форезией с помощью гетероморфных дейтонимф на взрослых насекомых (имаго пчёл), жизненный цикл развития клещей синхронизирован с развитием их хозяев. У видовой группы Sennertia vaga species group дейтонимфы, вероятно, были утрачены в ходе эволюции и клещи расселяются (в качестве питающихся взрослых стадий) на имаго крупных древесных пчёл. Эта группа необычна среди всех представителей отряда астигматных клещей и отличается от других этим способом развития и расселения, сочетающимся с питанием. Несколько видов рода Chaetodactylus способны продуцировать морфологически регрессивных нефоретических гетероморфных дейтонимф.
Большинство хэтодактилид олигоксены, использующие несколько близко родственных видов хозяев и монофилетические группы клещей часто привязаны к монофилетическим группам пчёл, что доказывает их коэволюционное развитие. У некоторых видов пчёл родов Tetrapedia, Ceratina и Xylocopa имеется хорошо развитый комплекс структур (акаринариум) для переноски мутуалистических клещей, что также говорит о мутуалистическим характере их взаимоотношений.
Среди пчёл-хозяев представители триб Lithurgini, Osmiini, Megachilini, Anthidiini (Megachilidae), Ceratinini, Emphorini, Tapinotaspidini, Xylocopini (Apidae).

## Систематика
5 родов, более 100 видов. Таксон был установлен в 1941 году советским акарологом Захваткиным первоначально в качестве подсемейства в составе семейства Glycyphagidae.
- Achaetodactylus Fain, 1981 (=Chaetodactylus (Ochaetodactylus)  Fain)
- Roubikia OConnor, 1993
- Centriacarus Klimov and OConnor, 2007
- Chaetodactylus Rondani, 1866
- Sennertia Oudemans, 1905